# Daniel Dolan
Daniel Lytle Dolan (Detroit, 28 de maio de 1951 – 26 de abril de 2022) foi um bispo sedevacantista católico americano.

## Biografia
Daniel Lytle Dolan nasceu em 28 de maio de 1951, em Detroit, Michigan, Estados Unidos. Em 1965, iniciou sua preparação para o sacerdócio no seminário menor arquidiocesano de Detroit. Continuou seus estudos na Ordem de Cister e no seminário da tradicionalista da Fraternidade Sacerdotal de São Pio X (FSSPX) em Écône, Suíça.
Em 1973, como seminarista em Écône, chegou à conclusão de que "a única explicação lógica" para a Missa Nova e a suposta heresia do Concílio Vaticano II era que o Papa Paulo VI havia perdido o pontificado romano. Desde então, ele ocupou a posição de sedevacantismo.
Em 29 de junho de 1976, em Écône, Dolan foi ordenado sacerdote pelo arcebispo Marcel Lefebvre da FSSPX. Em 1977, Dolan retornou aos Estados Unidos, onde estabeleceria mais de 35 centros de missa tradicionalistas. 
Lefebvre orientou os padres americanos da FSSPX a seguirem os livros litúrgicos de 1962. Dolan e outros oito padres americanos se recusaram a fazer isso. Em 27 de abril de 1983, esses nove padres, juntamente com alguns seminaristas que simpatizavam com eles, foram prontamente expulsos da FSSPX por Lefebvre, por sua recusa em usar o Missal de 1962 e por outras razões, como sua resistência à ordem de Lefebvre de que os padres da FSSPX devem aceitar os decretos de nulidade proferidos pelos tribunais matrimoniais diocesanos, e sua desaprovação da política da FSSPX de aceitar na sociedade novos membros que foram ordenados ao sacerdócio de acordo com os ritos sacramentais revisados de Paulo VI. Quase imediatamente, esses padres formaram a Fraternidade São Pio V (SSPV).
Em 1989, Dolan e o padre Anthony Cekada (outro dos nove padres americanos expulsos da FSSPX em 1983) deixaram a SSPV por motivos como a rejeição do superior geral padre Clarence Kelly da validade dos bispos sedevacantistas consagrados por ou na linhagem do Bispo Ngô Đình Thục . Outros padres originais da SSPV mais tarde seguiram o exemplo. Dolan continuou seu trabalho em sua igreja principal em West Chester, Ohio, Estados Unidos.
Em 1989, iniciou contatos com a Congregação sedevacantista americana de Maria Imaculada Rainha (CMRI). Discussões subsequentes revelaram acordo sobre as principais questões teológicas. Em 1992, com o objetivo de ajudar o clero anteriormente pertencente à FSSPX, bem como os tradicionalistas de língua espanhola e francesa, o bispo Mark Pivarunas da CMRI pediu a Dolan que recebesse a consagração episcopal. Em 1993, após considerável hesitação, Dolan concordou.

### Episcopado
Em 30 de novembro de 1993, na igreja de Santa Gertrudes, a Grande, em West Chester, Mark Pivarunas consagrou Dolan como bispo.
Em 11 de maio de 1999, em Acapulco, Guerrero, México, Dolan ajudou como co-consagrador na consagração episcopal de Pivarunas do padre Martín Dávila Gandara da Sociedad Sacerdotal Trento (União Sacerdotal de Trento).
Em 22 de fevereiro de 2018, em Brooksville, Flórida, Estados Unidos, Dolan auxiliou como co-consagrador na consagração episcopal do padre Joseph Selway pelo bispo Donald Sanborn do Instituto Católico Romano.
Em 29 de setembro de 2021, Dolan consagrou o padre brasileiro Rodrigo Henrique Ribeiro da Silva,  um ex-padre da FSSPX, como bispo para o México e América do Sul.
Dolan serviu na Igreja de Santa Gertrudes, a Grande, bem como em outras comunidades sedevacantistas nos Estados Unidos, México, Brasil e Europa .
Em 26 de abril de 2022, o padre Stephen McKenna da igreja de Santa Gertrudes, a Grande, anunciou a morte súbita do bispo Dolan no mesmo dia.